# Непальский референдум по правительственной системе (1980)
Референдум по системе управления прошёл в Непале 2 мая 1980 года. Избиратели должны были выбрать между внепартийной системой панчаят радж, при которой сохранялась абсолютная монархия и представительство по системе старейшин, и многопартийной системой. За систему панчаят радж высказалось большинство голосовавших (54,8 %) при явке 66,9 %.

## Контекст
В свете массовых студенческих волнений весной 1979 года правящий король Непала Бирендра 23 мая 1979 года заявил о проведении референдума по всеобщей избирательной системе с закрытым голосованием, в котором народ Непала может выбрать между введением многопартийной системы или сохранении внепартийной системы панчаят.
21 января 1980 года король Бирендра обнародовал правила референдума, из которых следовало, что «Его Величество сделает изменения Конституции Непала, которые станут необходимы».

## Избирательная система
Участвовать в референдуме могли граждане Непала, которым исполнился 21 год. Избиратели должны были отметить бюллетень одним из двух цветов: синим — за многопартийную систему, жёлтым — за внепартийную систему панчаят. Отмечали, что цвета были выбраны не случайно, так как жёлтый цвет ассоциировался с религиозной святостью. Однако, никаких данных, что это повлияло на результат нет.

## Результаты
| Выбор                              | Голоса    | %    |
| ---------------------------------- | --------- | ---- |
| Панчаят                            | 2 433 452 | 54,8 |
| Многопартийность                   | 2 007 965 | 45,2 |
| Недействительные/пустые бюллетени  | 372 069   | —    |
| Всего                              | 4 813 486 | 100  |
| Источник: Nohlen et al., Rishikesh |           |      |